# Charles Mathiesen
Charles Arthur Mathiesen (12. února 1911 Drammen – 7. listopadu 1994 Drammen) byl norský rychlobruslař.
Na velkých mezinárodních závodech se představil poprvé v roce 1933, kdy startoval na Mistrovství světa (8. místo). V následujícím roce debutoval na Mistrovství Evropy, první medaili, stříbrnou, získal na evropském šampionátu 1936. Téhož roku startoval také na Zimních olympijských hrách, kde vyhrál závod na 1500 m, dále byl čtvrtý na distanci 10 000 m a sedmý na pětikilometrové trati. V roce 1937 skončil na Mistrovství světa i Evropy shodně čtvrtý, o rok později již kontinentální šampionát vyhrál a z toho světového si odvezl bronz. Další cenné kovy získal v roce 1939 – stříbro na ME a obhájený bronz na MS. V letech 1940 a 1946 se zúčastnil neoficiálních světových šampionátů (na obou shodně třetí místo), víceboj na Mistrovství světa 1947 nedokončil. Kvůli zdravotním problémům nedokončil ani závod na 5000 m na Zimních olympijských hrách 1948, kterým zakončil svoji sportovní kariéru.